# Захаров, Юрий Александрович
Ю́рий Алекса́ндрович Заха́ров (30 марта 1938, г. Анжеро-Судженск Новосибирской области, ныне — Кемеровской области, РСФСР, СССР — 23 июля 2024, г. Кемерово, Россия) — советский и российский химик, доктор химических наук, профессор, член-корреспондент РАН. Ректор КемГУ с 1978 по 2005 годы. Заслуженный деятель науки Российской Федерации.

## Биография
Родился 30 марта 1938 года в городе Анжеро-Судженске (на территории современной Кемеровской области).
В 1960 году окончил Томский государственный университет. С 1963 года по 1973 год — старший преподаватель, доцент, заведующий кафедрой радиационной химии ТПУ. С 1973 года — докторант, старший научный сотрудник кафедры. В 1975 году защитил докторскую диссертацию.
С 1977 по 1978 годы — заведующий кафедрой технологии неорганических веществ и радиационной химии Томского политехнического университета имени С. М. Кирова.
8 июня 1978 года вступил в должность ректора Кемеровского государственного университета, которым бессменно руководил 27 лет. 16 учеников Ю. А. Захарова защитили докторские диссертации, 39 — кандидатские.
17 декабря 1991 года избран членом-корреспондентом РАН по Сибирскому отделению (химия).
Член партии Единство (ныне «Единая Россия») с 2000 года.
4 апреля 2005 года сложил полномочия ректора КемГУ в связи с возбуждением уголовного дела против него, жены Любови Захаровой и сына Вадима по ст. 292 Уголовного кодекса РФ — «должностной подлог» и ст. 286 — «превышение должностных полномочий с причинением тяжких последствий». По делу проходили 35 потерпевших. Расследованием дела занимался отдел генеральной прокуратуры в Сибирском федеральном округе. В связи с отсутствием события преступления вся семья была оправдана в заключительном решении суда Кемеровской области. Однако, в дальнейшем, иска о защите чести и достоинства подано не было.
Скончался 23 июля 2024 года в городе Кемерово возрасте 86 лет.

## Научная деятельность
Научные интересы Ю. А. Захарова относятся к физической химии конденсированных энергетических веществ. Под его руководством проводились исследования в области химических реакций в твёрдой фазе во взрывчатых веществах. Благодаря этим исследованиям были созданы новые материалы, применяемые в оборонной отрасли и в космических аппаратах. Возглавляет научную школу «Энергетические и наноразмерные вещества».

## Награды
- Орден Почёта (1998)[1]
- Орден Трудового Красного Знамени (1986)[1]
- Медаль «За освоение целинных земель» (1958)[1]
- Премия Правительства Российской Федерации в области образования (1998)[1]
- Две премии Совета Министров РСФСР (1984, 1987)[1]
- Благодарность Президента Российской Федерации (2024) — за заслуги в развитии отечественной науки, многолетнюю плодотворную деятельность и в связи с 300-летием со дня основания Российской академии наук[9]